# Thịt trong ống nghiệm
Thịt trong ống nghiệm, thịt nuôi cấy hay thịt nhân tạo là một sản phẩm do con người tạo ra, không sử dụng phương pháp truyền thống (giết mổ để lấy thịt), mà sử dụng phương pháp nuôi cấy tế bào từ động vật trong dĩa thí nghiệm.

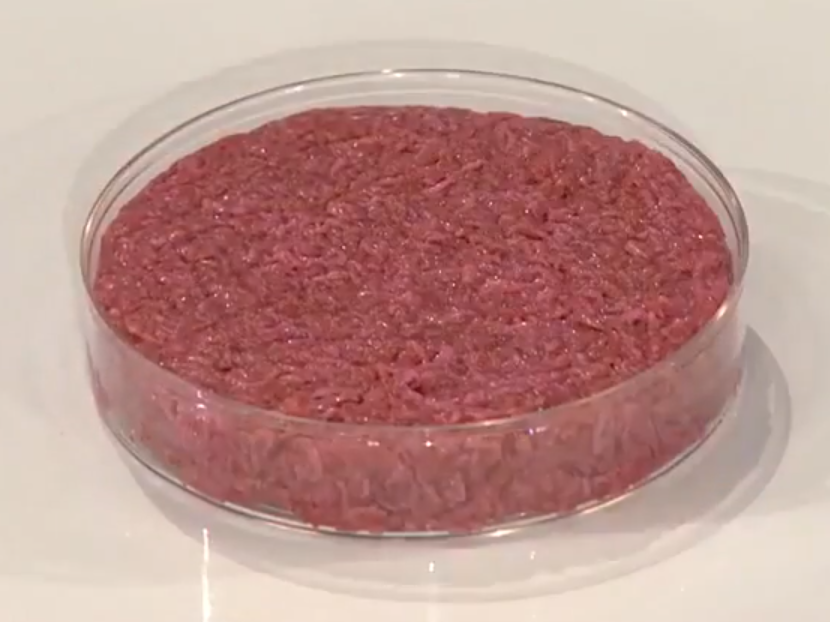
Chiếc bánh hamburger đầu tiên dùng thịt nuôi cấy trước khi nấu, được sản xuất vào tháng 8 năm 2013.

Thịt nuôi cấy được sản xuất bằng cách sử dụng các kỹ thuật kỹ thuật mô thường được sử dụng trong các loại thuốc tái tạo tế bào Khái niệm về thịt nuôi cấy được Jason Matheny giới thiệu đến nhiều khán giả hơn vào đầu những năm 2000 sau khi ông là đồng tác giả của một bài báo. về sản xuất thịt nuôi cấy và thành lập New Harvest, tổ chức phi lợi nhuận đầu tiên trên thế giới chuyên nghiên cứu thịt trong ống nghiệm.
Thịt nuôi cấy có tiềm năng giải quyết các vấn đề lớn toàn cầu về tác động môi trường của việc sản xuất thịt, phúc lợi động vật, an ninh lương thực và sức khỏe con người.

## Lịch sử

### Các nghiên cứu ban đầu
Khả năng lý thuyết của việc nuôi cấy thịt trong môi trường công nghiệp từ lâu đã có trong trí tưởng tượng của công chúng. Trong bài luận năm 1931 của mình, Winston Churchill đã viết: "Chúng ta sẽ thoát khỏi sự phi lý khi nuôi cả một con gà chỉ để ăn phần ức hoặc phần cánh, bằng cách nuôi cấy các bộ phận này riêng biệt trong một môi trường thích hợp."
Vào những năm 1950, nhà nghiên cứu người Hà Lan Willem van Eelen đã độc lập đưa ra ý tưởng về thịt nuôi cấy. Là một tù nhân chiến tranh trong Chiến tranh thế giới thứ hai, Van Eelen phải chịu đựng nạn đói, khiến ông có đam mê về sản xuất lương thực và an ninh lương thực Sau đó, ông theo học tại Đại học Amsterdam. Tại một thời điểm, ông đã tham dự một bài giảng thảo luận về triển vọng của thịt được bảo quản. Cùng với việc phát hiện ra các dòng tế bào vào đầu thế kỷ 20, điều này đã làm phong phú thêm ý tưởng về thịt nuôi cấy.
Việc nuôi cấy sợi cơ trong ống nghiệm lần đầu tiên được thực hiện thành công vào năm 1971 khi giáo sư bệnh học Russel Ross nuôi cấy động mạch chủ chuột lang. Ông báo cáo:
Cơ trơn có nguồn gốc từ môi trường bên trong và phần thân của động mạch chủ chuột lang chưa trưởng thành đã được nuôi dưỡng trong tối đa 8 tuần nhờ nuôi cấy tế bào. Các tế bào duy trì hình thái của cơ trơn ở tất cả các giai đoạn phát triển của chúng trong quá trình nuôi cấy. Sau khi phát triển đến mức hợp lưu, chúng phát triển thành nhiều lớp chồng lên nhau. Vào tuần thứ 4 trong quá trình nuôi cấy, các sợi nhỏ (110 A) xuất hiện trong khoảng không giữa các lớp tế bào. Phân tích các sợi nhỏ cho thấy chúng có thành phần axit amin tương tự như thành phần của protein vi sợi của cơ đàn hồi nguyên bản. Những nghiên cứu này cùng với các quan sát về khả năng tổng hợp và tiết ra các protein ngoại bào của cơ trơn động mạch chủ chứng minh rằng tế bào này là một tế bào tổng hợp mô liên kết.

Năm 1991, Jon F. Vein của Hoa Kỳ đã nộp đơn và cuối cùng đã được cấp bằng sáng chế cho việc sản xuất thịt biến đổi mô để tiêu dùng cho con người, trong đó cơ và mỡ sẽ được phát triển theo cách tích hợp để tạo ra các sản phẩm thực phẩm.
Năm 2001, bác sĩ của Đại học Amsterdam là Wiete Westerhof, nhà nghiên cứu và doanh nhân Willem van Eelen, và doanh nhân Willem van Kooten thông báo rằng họ đã nộp đơn xin cấp bằng sáng chế trên toàn thế giới về quy trình sản xuất thịt nuôi cấy. Trong quá trình này, một ma trận collagen được tạo mầm với các tế bào cơ, sau đó được ngâm trong dung dịch dinh dưỡng nhằm gây ra sự phân chia tế bào.
Cùng năm đó, NASA bắt đầu tiến hành các thí nghiệm trên thịt nuôi cấy, với mục đích cho phép các phi hành gia du hành lâu ngày có thể nuôi cấy thịt mà không phải lo việc bảo quản thịt. Hợp tác với Morris Benjaminson của Đại học Turro, họ đã có thể nuôi cấy những miếng thịt cá vàng và sau đó là gà tây.
Năm 2003, Oron Catts và Ionat Zurr thuộc Dự án Nghệ thuật và Văn hóa Mô và Trường Y Harvard đã trưng bày tại Nantes một miếng "bít tết" rộng vài cm, được nuôi từ tế bào gốc của ếch, được nấu chín và ăn. Mục tiêu của cuộc triển lãm là để bắt đầu một cuộc trò chuyện xoay quanh đạo đức của thịt nuôi - ví dụ như "nó đã từng sống chưa?", "Nó đã từng bị giết chưa?"
Vào đầu những năm 2000, sinh viên y tế công cộng người Mỹ Jason Matheny đã đến Ấn Độ và thăm một trang trại của nhà máy sản xuất gà. Từ góc độ sức khỏe cộng đồng, ông kinh hoàng trước tác động của hệ thống này đối với người tiêu dùng. Khi trở về Hoa Kỳ, Matheny đã hợp tác với 3 nhà khoa học tham gia vào nỗ lực nuôi cấy thịt của NASA. Bốn người bắt đầu nghiên cứu về thịt trong phòng thí nghiệm. Họ đã công bố những phát hiện của mình vào năm 2005, tài liệu đầu tiên được bình duyệt về chủ đề này. Năm 2004, Matheny thành lập New Harvest, nhằm mục đích khuyến khích sự phát triển trong lĩnh vực này bằng cách tài trợ cho các nghiên cứu công về thịt nuôi cấy
Năm 2008, PETA đã trao giải thưởng 1 triệu đôla cho công ty đầu tiên đưa thịt gà nuôi cấy trong phòng thí nghiệm đến tay người tiêu dùng vào năm 2012. Các công ty được yêu cầu hoàn thành hai nhiệm vụ trước khi nhận giải: "Sản xuất sản phẩm thịt gà nuôi cấy không thể phân biệt được với gà thật" và "Sản xuất sản phẩm với số lượng đủ lớn để có thể bán cạnh tranh ở ít nhất 10 nước". Cuộc thi sau đó được kéo dài đến ngày 4 tháng 3 năm 2014. Kể từ khi thử thách được công bố lần đầu tiên vào năm 2008, các nhà nghiên cứu trên khắp thế giới đã đạt được những tiến bộ đáng kể, mặc dù họ chưa có cách tiếp cận thị trường đại chúng. Thời hạn cuối cùng đã hết mà không có người chiến thắng.
Năm 2008, chính phủ Hà Lan đã đầu tư 4 triệu đôla vào các thí nghiệm liên quan đến thịt nuôi cấy. The In Vitro Meat Consortium, một nhóm được thành lập bởi các nhà nghiên cứu quốc tế, đã tổ chức hội nghị quốc tế đầu tiên về vấn đề này, do Viện Nghiên cứu Thực phẩm Na Uy tổ chức vào tháng 4 năm 2008. Tạp chí Time tuyên bố sản xuất thịt nuôi cấy là một trong 50 ý tưởng đột phá của năm 2009. Vào tháng 11 năm 2009, các nhà khoa học từ Hà Lan thông báo rằng họ đã thành công trong việc tạo ra thịt nuôi cấy bằng cách sử dụng các tế bào từ một con lợn sống.

### Giới thiệu lần đầu tới công chúng

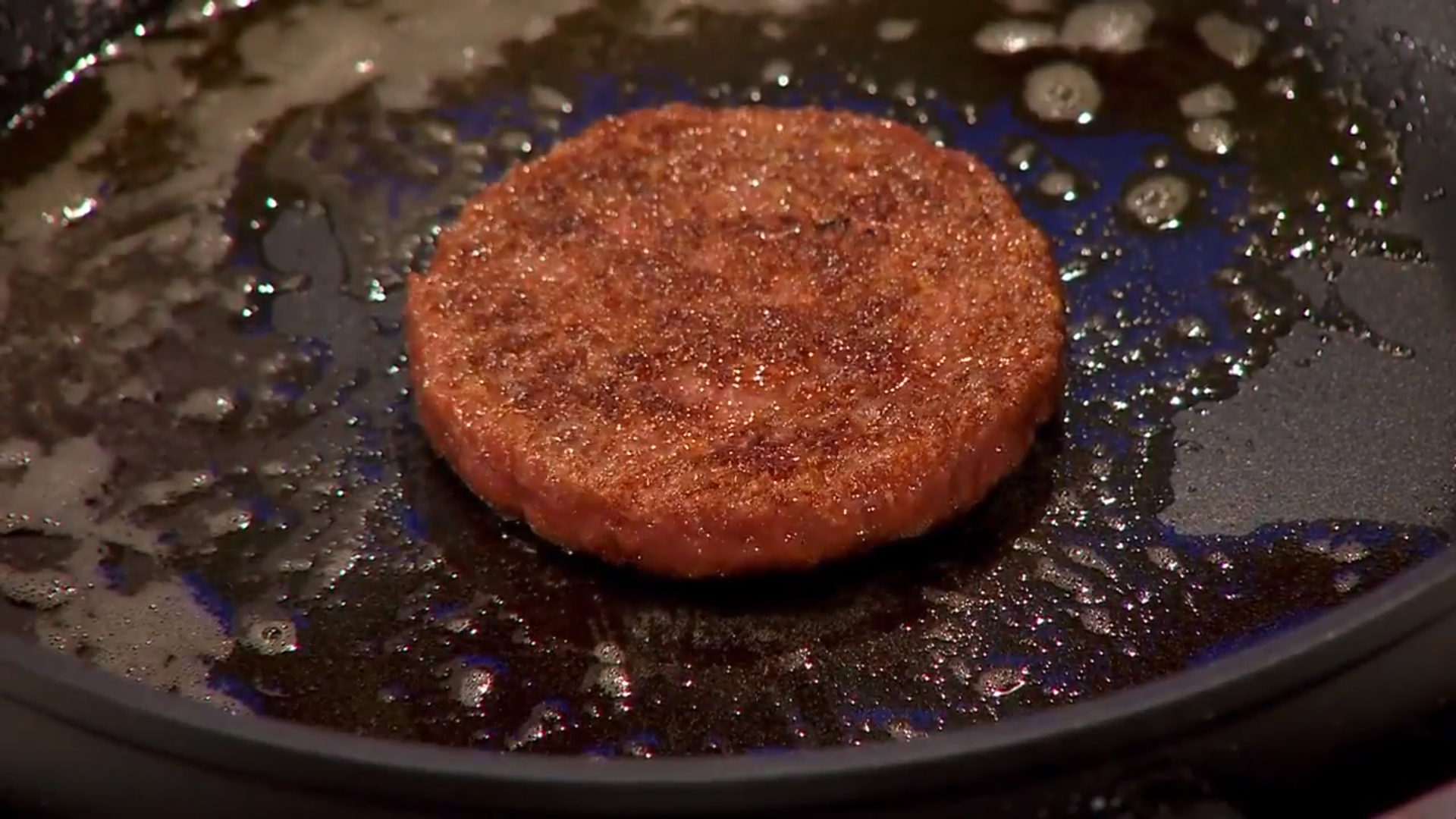
Miếng thịt nuôi cấy đầu tiên dùng để kẹp trong Hamburger, sản xuất năm 2013

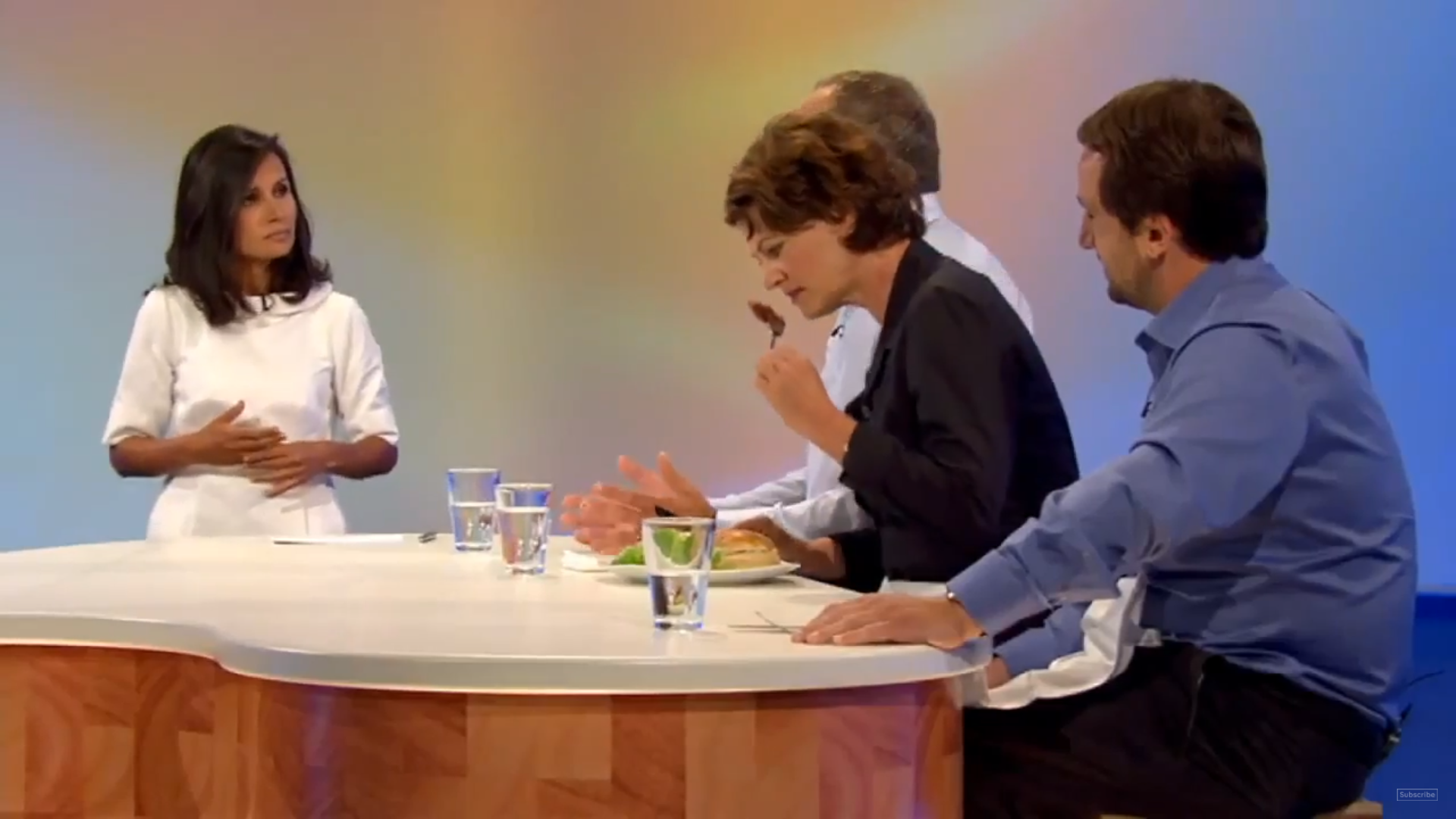
Hanni Rützler nếm thử chiếc Hamburge kẹp thịt nuôi cấy đầu tiên, 5/8/2013.

Chiếc Hamburger kẹp thịt bò nuôi cấy đầu tiên được tạo ra bởi Mark Post tại Đại học Maastricht vào năm 2013. Nó được làm từ hơn 20.000 sợi mô nuôi cấy, có giá hơn 300.000 đô la và cần 2 năm để sản xuất. Vào năm 2019, người ta ước tính rằng giá của nó sẽ giảm xuống còn 10 đô la vào năm 2021.
Món bánh kẹp thịt này đã được thử nghiệm trên truyền hình trực tiếp ở London vào ngày 5 tháng 8 năm 2013. Nó được nấu bởi đầu bếp Richard McGeown của Couch's Great House Restaurant, Polperro, Cornwall, và được nếm thử bởi các nhà phê bình Hanni Rützler, một nhà nghiên cứu thực phẩm từ Future Food Studio, và Josh Schonwald. Rützler nói, "Tôi thật sự rất thích, nó có một chút hương vị với màu nâu. Tôi biết không có chất béo trong đó nên tôi không thực sự biết nó sẽ ngon như thế nào, nhưng có một số vị khá lạ; Nó gần giống với thịt, không phải là quá ngon, nhưng độ nhất quán là hoàn hảo. Đây là thịt đối với tôi... Nó thực sự là một thứ gì đó đáng để ăn và tôi nghĩ vẻ ngoài khá giống nhau." Rützler nói thêm rằng ngay cả trong một thử nghiệm bịt mắt, cô ấy cũng sẽ nghĩ đó là sản phẩm thịt chứ không phải là một loại thịt thực vật làm từ đậu nành.

### Sản xuất hàng loạt
– Peter Verstrate, hãng Mosa Meat (2018)(1:06:15)
Từ năm 2011 đến năm 2017, nhiều công ty khởi nghiệp về thịt nuôi cấy đã được thành lập. Memphis Meats, một công ty khởi nghiệp ở Thung lũng Silicon do một bác sĩ tim mạch thành lập, đã tung ra một video vào tháng 2 năm 2016, giới thiệu món thịt viên bò nuôi cấy của mình. Vào tháng 3 năm 2017, nó đã giới thiệu các cuộc thi nấu thịt gà và vịt nuôi cấy, thứ thịt gia cầm nuôi cấy đầu tiên được giới thiệu trước công chúng. Memphis Meats sau này là chủ đề của bộ phim tài liệu năm 2020 Thịt trong tương lai.
Năm 2013, tỷ phú Bill Gates đã đi đầu trong việc đầu tư vào Beyond Meat, sau khi ăn món thịt từ thực vật do hãng này sản xuất. Sau đó, ông tiếp tục đầu tư vào một công ty tương tự khác là Impossible Burger, đứng sau là tỷ phú Li Ka-shing (Lý Gia Thành).
Một công ty của Israel, SuperMeat, đã thực hiện một chiến dịch huy động vốn từ cộng đồng vào năm 2016, cho việc nuôi cấy thịt gà.
Finless Foods, một công ty có trụ sở tại San Francisco, được thành lập vào tháng 6 năm 2016. Vào tháng 3 năm 2017, công ty bắt đầu hoạt động trong phòng thí nghiệm. Giám đốc Mike Selden cho biết vào tháng 7 năm 2017 dự kiến công ty sẽ tung các sản phẩm thịt cá nuôi cấy ra thị trường vào cuối năm 2019.
Vào tháng 3 năm 2018, Eat Just (được thành lập vào năm 2011 với tên gọi Hampton Creek ở San Francisco, sau này được gọi là Just, Inc.) tuyên bố có thể cung cấp sản phẩm tiêu dùng từ thịt nuôi cấy vào cuối năm 2018. Theo Giám đốc điều hành Josh Tetrick, công nghệ đã có sẵn. JUST có khoảng 130 nhân viên và một bộ phận nghiên cứu gồm 55 nhà khoa học, nơi nghiên cứu thịt gia cầm, thịt lợn và thịt bò trong phòng thí nghiệm. JUST được tài trợ bởi tỷ phú Trung Quốc Lý Gia Thành,  đồng sáng lập công ty Yahoo! - Jerry Yang và theo Tetrick, các nhà tài trợ có cả Heineken International và những người khác.
– Krijn de Nood, Meatable (2020)
Công ty khởi nghiệp Hà Lan Meatable, bao gồm Krijn de Nood, Daan Luining, Ruud Out, Roger Pederson, Mark Kotter và Gordana Apic cùng những công ty khác, đã báo cáo vào tháng 9 năm 2018 rằng họ đã thành công trong việc nuôi cấy thịt bằng cách sử dụng tế bào gốc đa năng từ dây rốn động vật. Mặc dù các tế bào như vậy được cho là khó hoạt động, nhưng Meatable tuyên bố có thể hướng chúng hoạt động để trở thành tế bào cơ hoặc tế bào mỡ khi cần thiết. Ưu điểm chính là kỹ thuật này là bỏ qua việc sử dụng huyết thanh bào thai, có nghĩa là không có con vật nào phải bị giết để sản xuất thịt. Tháng đó, ước tính có khoảng 30 công ty khởi nghiệp về thịt nuôi hoạt động trên khắp thế giới.
Integ Agricultureure là một công ty có trụ sở tại Nhật Bản làm việc trên hệ thống CulNet của họ. Các đối thủ bao gồm Multus Media có trụ sở tại Anh và Canada Future Fields.
Vào tháng 8 năm 2019, năm công ty khởi nghiệp đã công bố thành lập Liên minh Đổi mới Thịt, Gia cầm & Hải sản (AMPS Innovation), một liên minh đang tìm cách làm việc với các cơ quan quản lý để tạo ra một con đường tiếp cận thị trường cho thịt và hải sản nuôi cấy. Các thành viên sáng lập bao gồm Eat Just, Memphis Meats, Finless Foods, BlueNalu và Fork & Goode
Vào năm 2019, dự án Foieture đã được khởi động tại Bỉ với mục tiêu phát triển gan ngỗng được nuôi cấy (tên là một từ ghép của 'ngỗng' và 'tương lai') bởi một tập đoàn gồm 3 công ty (công ty khởi nghiệp thịt nuôi cấy Peace of Meat, công ty gia vị Solina, và công ty sản xuất pa-tê nhỏ - Nauta) và 3 viện phi lợi nhuận (trường đại học KU Leuven, trung tâm đổi mới công nghiệp thực phẩm Flanders Food và Nhà máy thí điểm Bio Base Europe). Peace of Meat tuyên bố vào tháng 12 năm 2019 rằng họ dự định hoàn thành lý thuyết vào năm 2020, sản xuất nguyên mẫu đầu tiên vào năm 2022 và đưa ra thị trường vào năm 2023. Tháng đó, dự án Foieture nhận được khoản tài trợ nghiên cứu gần 3,6 triệu euro từ Cơ quan Đổi mới và Doanh nghiệp của Chính phủ Flemish. Vào tháng 5 năm 2020, người đồng sáng lập và nhà nghiên cứu khoa học người Áo của Peace of Meat, Eva Sommer, tuyên bố rằng công ty khởi nghiệp này đã có thể sản xuất 20 gam chất béo nuôi cấy với chi phí khoảng 300 euro (15.000 euro/kg); mục tiêu là giảm giá xuống 6 euro/kg vào năm 2030. Piece of Meat đã xây 2 cơ sở nghiên cứu ở cảng Antwerp.
Năm 2019, trang trại Aleph đã hợp tác với Giải pháp in sinh học 3D để nuôi cấy thịt trên Trạm vũ trụ quốc tế
Công ty Shiok Meats của Singapore đang nghiên cứu đưa thịt nuôi cấy của các loài giáp xác (tôm, cua và tôm hùm) ra thị trường. Đây là công ty đầu tiên thuộc loại hình này ở Singapore và Đông Nam Á.
Vào tháng 1 năm 2020, Quartz đã liệt kê được khoảng 30 công ty khởi nghiệp về thịt nuôi cấy và Memphis Meats, Just Inc. và Future Meat Technologies là những công ty tiên tiến nhất vì họ đang xây dựng các nhà máy thí điểm. Theo New Scientist vào tháng 5 năm 2020, 60 công ty khởi nghiệp đang phát triển thịt nuôi cấy. Một số trong số này là các nhà cung cấp công nghệ. Các phương tiện truyền thông cho biết thịt nuôi cấy vẫn có giá "hàng trăm đô la mỗi lít, nhưng khi sản xuất thịt nuôi cấy phát triển quy mô, chi phí này cần giảm xuống khoảng 1 đô la một lít." Vào tháng 6 năm 2020, các quan chức chính phủ Trung Quốc đã kêu gọi một chiến lược quốc gia để cạnh tranh trong thịt nuôi cấy.

### Bán ra thị trường
Tại Liên minh Châu Âu, các loại thực phẩm mới chẳng hạn như các sản phẩm thịt nuôi cấy phải trải qua thời gian thử nghiệm khoảng 18 tháng, trong đó một công ty phải chứng minh với Cơ quan An toàn Thực phẩm Châu Âu (EFSA) rằng sản phẩm của họ an toàn.
Ngày 2/12/2020, Singapore đã phê duyệt thịt gà nuôi cấy do Eat Just sản xuất để bán thương mại. Nó đánh dấu lần đầu tiên một sản phẩm thịt nuôi cấy vượt qua cuộc đánh giá an toàn (mất 2 năm) của một cơ quan quản lý thực phẩm quốc gia, và được mọi người coi là một cột mốc quan trọng của ngành. Các miếng thịt gà đã được lên kế hoạch giới thiệu tại các nhà hàng Singapore.
Thịt nhân tạo được nhiều người coi là tương lai của ngành sản xuất thực phẩm do loại bỏ được quá trình giết mổ động vật mà nhiều người cho là dã man, và còn giúp giảm bớt tác hại môi trường của ngành chăn nuôi.
Tuy nhiên, điều kiện tiên quyết để đạt được mục tiêu tiêu thụ rộng rãi phụ thuộc rất nhiều vào việc khi nào thịt nhân tạo sẽ ngon và rẻ như thịt thật. Thịt nuôi cấy hiện nay có một số hạn chế so với thịt tự nhiên: nó không có kết cấu chất xơ, sợi cơ, mạch máu, mỡ… như một tảng thịt tự nhiên mà chỉ là một hỗn hợp không kết cấu (giống như thịt xay nhuyễn). Đây là điều mà các nhà khoa học đang nghiên cứu nhằm khắc phục. Ví dụ như năm 2021, Đại học Osaka đã sử dụng nuôi cấy từ bò Wagyu rồi dùng công nghệ in 3D sinh học nhằm tạo ra tảng thịt nuôi cấy chứa cơ, chất béo và mạch máu sắp xếp giống miếng bít tết thông thường

## Quá trình sản xuất
Loại thịt này được mô tả, đôi khi bằng một giọng điệu mỉa mai, là "thịt nuôi trong phòng thí nghiệm". Ở đây, không nên nhầm lẫn thịt trong ống nghiệm với thịt giả, vì thịt giả là một thực phẩm chay được sản xuất từ protein thực vật (thường là từ đậu nành hay gluten). Các thuật ngữ "thịt tổng hợp" và "thịt nhân tạo" cũng được dùng để ám chỉ cả hai loại thịt giả và thịt trong ống nghiệm.

### Tế bào
Các tế bào như phôi, mô cơ, mô được lấy từ các loài động vật (bò, heo, gà, cá...)

### Nuôi cấy
Các tế bào ấy được nuôi trồng trong ống hay trên dĩa thí nghiệm, và được cho dung dich protein vào để cho chúng "nghĩ" rằng chúng vẫn đang ở trong vật chủ nên các tế bào tiếp tục phát triển và làm việc theo chức năng của nó. Đồng thời cho thiết bị cung cấp năng lượng cho các tế bào hoạt động. Từ đó các tế bào liên tục nhân đôi và phát triển, cho ra sản phẩm.
Ví dụ như sản phẩm thịt nhân tạo của Eat Just - có tên là GOOD Meat - đã được chứng nhận an toàn bởi Cơ quan Thực phẩm Singapore (SFA). Các tế bào gà dùng để sản xuất GOOD Meat được lấy từ một ngân hàng tế bào thông qua phương pháp sinh thiết trên động vật sống mà không cần giết mổ. Sau đó, chúng được chuyển vào một lò phản ứng sinh học có thể tích 1.200 lít và được nuôi cấy bằng hỗn hợp protein, axit amin, khoáng chất, đường, muối và các chất dinh dưỡng cần thiết khác. Khi đạt đủ mật độ, thịt nhân tạo sẽ được thu hoạch.

### Năng suất
Một số nhà nghiên cứu cho rằng, chỉ với 10 tế bào cơ của lợn cùng đầy đủ vật liệu sản xuất, một nhà máy đủ lớn có thể tạo ra 50.000 tấn thịt nhân tạo trong vòng 2 tháng, và nhà máy càng lớn thì sản lượng sẽ càng cao.

## Lợi thế so với chăn nuôi thông thường
Năng suất tạo ra thịt nuôi cấy cao hơn rất nhiều so với chăn nuôi truyền thống, vốn phải mất 3 năm để nuôi lớn bò, hoặc 1 năm để nuôi lớn lợn. Thịt nuôi cấy cũng gần như không bị ảnh hưởng bởi điều kiện tự nhiên, dịch bệnh... như chăn nuôi thông thường. Chi phí tạo ra thịt nuôi cấy được dự đoán cũng rẻ hơn nhiều chăn nuôi thông thường nếu được công nghiệp hóa quy mô lớn.
Ngoài ra, với công nghệ thịt nuôi cấy, người ta có thể tạo ra gần như bất kỳ loại thịt nào để bán đại trà. Những loại thịt đặc sản hiếm có, đắt tiền như gan ngỗng béo, tôm hùm, cua hoàng đế, bò Kobe... có thể sản xuất nhanh và nhiều gấp hàng trăm lần so với chăn nuôi thông thường, khiến giá cả rẻ đi rất nhiều và ngay cả những người bình dân cũng có thể mua được. Thậm chí, kể cả thịt của những loài thú quý hiếm như cá voi, khỉ, gấu, hươu... cũng có thể được sản xuất và bán rộng rãi (do công nghệ này không cần giết mổ động vật nên không vi phạm quy định cấm săn bắt, sát hại động vật hoang dã quý hiếm)
Theo Viện Adam Smith, việc thịt nuôi cấy thay thế thịt động vật do chăn nuôi hiện nay sẽ giúp giảm phát thải khí nhà kính tới 96%, giảm một nửa năng lượng tiêu thụ và giải phóng được 99% diện tích đất đang phục vụ cho ngành chăn nuôi. Đài BBC năm 2021 dẫn báo cáo của Công ty Barclays (Anh) cho biết thị trường thịt nhân tạo có thể đạt giá trị 140 tỉ USD vào năm 2030, tương đương 10% giá trị ngành công nghiệp thịt toàn cầu. Một báo cáo ước tính rằng thịt nhân tạo sẽ chiếm 35% tổng số thịt tiêu thụ vào năm 2040.